# Sweet Emotion (杏里の曲)
「Sweet Emotion」（スウィート・エモーション）は、杏里24枚目のシングル。1991年2月14日発売。発売元はフォーライフ・レコード。

## 解説
- 「Sweet Emotion」は、'91カネボウ化粧品 春のイメージソングとして起用された[2]。その商品はポイントメイクアップブランドとして大ヒットした「T'ESTIMO」で、初代イメージキャラクターも杏里が務めた。
- 「STARDUST GO HOME (ENGLISH)」は、東芝スーパーVHS 「ARENA」CMソングとして起用され、CMにも出演した。

## 収録曲
作詞：吉元由美 作曲：ANRI 編曲：小倉泰治
1. Sweet Emotion
'91カネボウ化粧品 春のイメージソング
2. STARDUST GO HOME (ENGLISH)
東芝スーパーVHS 「ARENA」CMソング

## 関連作品
- NEUTRAL
- MY FAVORITE SONGS 2
- 16th Summer Breeze
- Anri The Best